# Georgetown (Illinois)
Georgetown es un lugar designado por el censo (en inglés, census-designated place, CDP) ubicado en el condado de McDonough, Illinois, Estados Unidos. Según el censo de 2020, tiene una población de 368 habitantes.

## Geografía
La localidad está ubicada en las coordenadas 40°27′35″N 90°43′3″O / 40.45972, -90.71750. Según la Oficina del Censo de los Estados Unidos, Georgetown tiene una superficie total de 0.37 km², correspondiente en su totalidad a tierra firme.

## Demografía
Según el censo de 2020, hay 368 personas residiendo en Georgetown. La densidad de población es de 995 hab./km². El 78.53% son blancos, el 4.08% son afroamericanos, el 7.07% son asiáticos, el 0.82% son de otras razas y el 9.51% son de dos o más razas. Del total de la población, el 2.17% son hispanos o latinos de cualquier raza.